# Frida Maanum
Frida Leonhardsen Maanum, född den 16 juli 1999 i Oslo, är en norsk fotbollsspelare.

## Karriär
Frida Maanum inledde sin seniorkarriär i Lyn år 2014. Hon har även spelat för Stabæk innan hon 2017 kontrakterades av Linköping. 2021 värvades hon av Arsenal. Hon har även representerat det norska damlandslaget där hon debuterade år 2017.